# Nervio cutáneo medial del antebrazo
El nervio cutáneo antebraquial medial o cutáneo medial del antebrazo o nervio braquial cutáneo interno (a pesar de distribuirse por territorio del antebrazo) es un nervio del antebrazo que proviene del fascículo medial del plexo braquial, contiene fibras de las raíces cervical C8 y torácica T1 y comienza justo medial a la arteria axilar. Es un nervio sensitivo que produce ramos cutáneos para la cara interna del antebrazo.

## Trayecto
El nervio cutáneo medial del antebrazo nace de la axila, un filamento que penetra la aponeurosis profunda que recubre el bíceps braquial y llega hasta el codo. Desde el codo, el nervio corre por el lado cubital del antebrazo en el lado interno de la arteria braquial y la vena basílica en donde se divide en dos ramas.

## Ramas
La rama más larga del Nervio cutáneo medial del antebrazo  se distribuye por medio de filamentos que llegan hasta la piel de la mitad distal del antebrazo hasta la muñeca, comunicándose con ramitas terminales del nervio cubital.

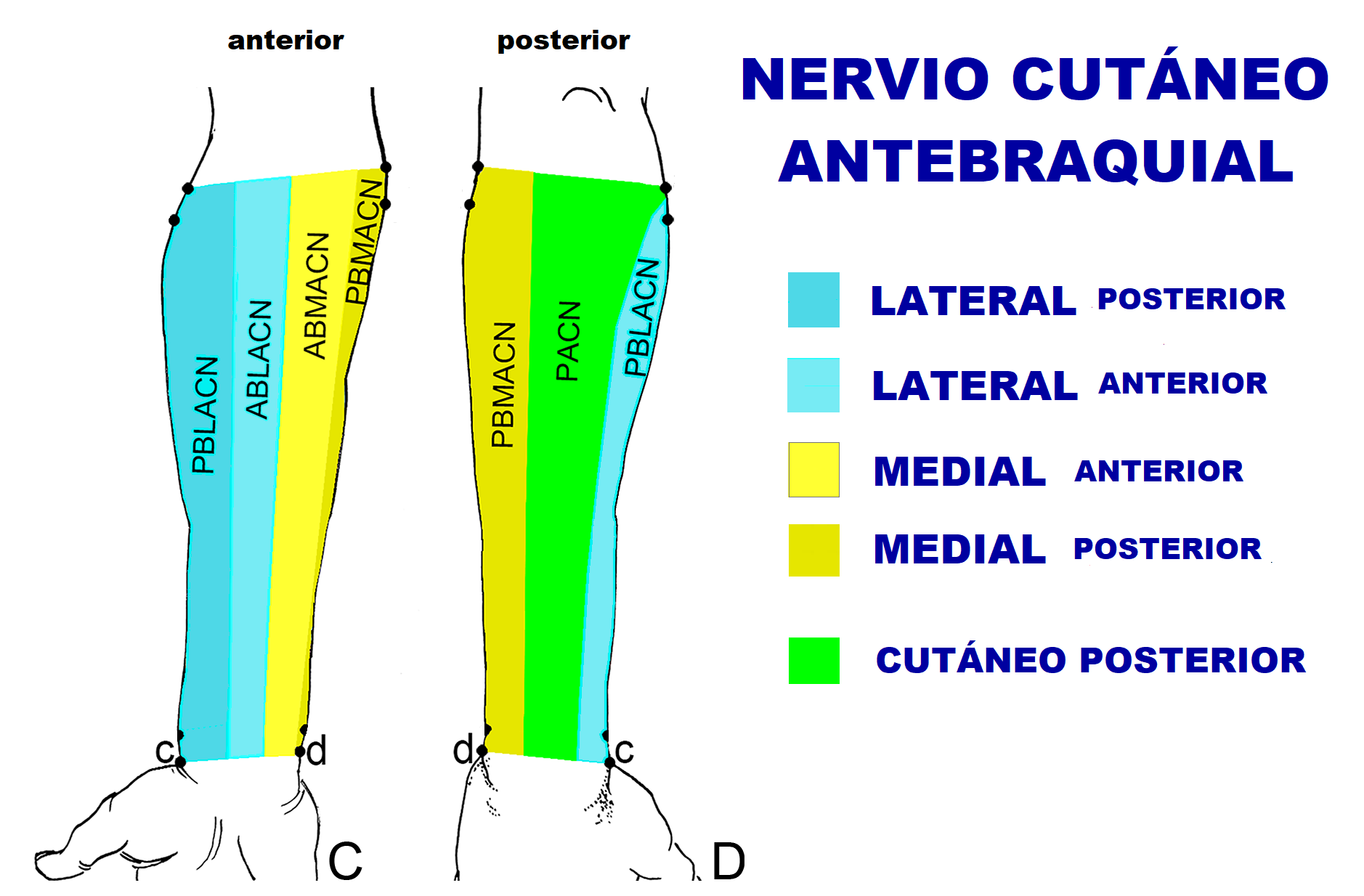
Inervación sensitiva del antebrazo. El Nervio cutáneo medial: rama medial anterior (amarillo claro) y rama medial posterior (amarillo oscuro).

La rama más corta, o rama cubital, del Nervio cutáneo medial del antebrazo pasa por el frente del epicóndilo interno del húmero hasta la parte posterior del antebrazo y desciende en el lado cubital de esa parte del antebrazo hasta llegar a la muñeca, distribuyendo fibras por la piel de esa región. Esta rama se comunica con el nervio braquial cutáneo interno y ramas del nervio radial y del nervio cubital.